# Persone di nome Bartolomeo
| Questa pagina contiene informazioni ricavate automaticamente dalle voci biografiche con l'ausilio del template Bio e di un bot. L'aggiornamento è periodico e automatico e ricostruisce completamente la pagina. Se manca una persona in questa lista, sei pregato di non aggiungerla, ma accertati piuttosto che la sua voce biografica contenga il template Bio e che i dati anagrafici siano correttamente compilati. Se il template Bio manca, inseriscilo tu stesso o, in alternativa, metti l'avviso {{tmp\|Bio}} che ne segnala la mancanza. Se i dati riportati sono sbagliati, correggi direttamente la voce biografica; le modifiche saranno visibili in questa lista entro pochi giorni. Per chiarimenti vedi il progetto antroponimi. La lista contiene solo le 386 persone che sono citate nell'enciclopedia e per le quali è stato implementato correttamente il template Bio. Pagina aggiornata al 6 ago 2025. |

Questa è una lista di persone presenti nell'enciclopedia che hanno il nome Bartolomeo, suddivise per attività principale.

## Abati(2)
- Bartolomeo Catena, abate, docente e bibliotecario italiano (Saronno, n. 1787 - † 1855)
- Bartolomeo Lorenzi, abate e poeta italiano (Mazzurega, n. 1732 - Mazzurega, † 1822)

## Agronomi(1)
- Bartolomeo Intieri, agronomo italiano (Montespertoli, n. 1679 - Napoli, † 1757)

## Alpinisti(2)
- Bartolomeo Asquasciati, alpinista italiano (Sanremo, n. 1877 - Sanremo, † 1933)
- Bartolomeo Peyrot, alpinista italiano (Bobbio Pellice, n. 1836 - Luserna San Giovanni, † 1920)

## Ammiragli(1)
- Bartolomeo Forteguerri, ammiraglio italiano (Siena, n. 1751 - Palermo, † 1809)

## Anatomisti(2)
- Bartolomeo Eustachi, anatomista italiano (San Severino Marche - Fossombrone, † 1574)
- Bartolomeo Panizza, anatomista, oculista e zoologo italiano (Vicenza, n. 1785 - Pavia, † 1867)

## Archeologi(3)
- Bartolomeo Marliani, archeologo, topografo e antiquario italiano (Robbio, n. 1488 - Roma, † 1566)
- Bartolomeo Nogara, archeologo e filologo italiano (Bellano, n. 1868 - Roma, † 1954)
- Giuseppe Bartolomeo Stoffella della Croce, archeologo e storico austriaco (Camposilvano, n. 1799 - Rovereto, † 1833)

## Architetti(19)
- Bartolomeo Giuseppe Amico di Castell'Alfero, architetto italiano (Torino - † 1782)
- Bartolomeo Avanzini, architetto italiano (Roma, n. 1608 - Modena, † 1658)
- Bartolomeo da Foggia, architetto e scultore italiano (Foggia)
- Bartolomeo Berrecci, architetto e scultore italiano (Pontassieve, n. 1480 - Cracovia, † 1537)
- Bartolomeo Bianco, architetto italiano (Coldrerio, n. 1590 - Genova, † 1657)
- Bartolomeo Bolli, architetto italiano (Milano, n. 1703 - Milano, † 1761)
- Bartolomeo Bon il Giovane, architetto, ammiraglio e magistrato italiano (Venezia - Venezia, † 1509)
- Bartolomeo Breccioli, architetto italiano (Sant'Angelo in Vado - Roma, † 1637)
- Bartolomeo Carducci, architetto e pittore italiano (Firenze, n. 1560 - Madrid, † 1608)
- Bartolomeo delle Cisterne, architetto italiano (Capodistria - Trieste, † 1480)
- Bartolomeo Fioravanti, architetto italiano (Bologna, n. 1390 - Beverara, † 1462)
- Bartolomeo Genga, architetto italiano (Cesena, n. 1518 - Malta, † 1558)
- Bartolomeo Giuliari, architetto italiano (n. 1761 - † 1842)
- Bartolomeo Granucci, architetto, scultore e decoratore italiano (Napoli - Napoli)
- Bartolomeo Malacarne, architetto e urbanista italiano (Vicenza, n. 1782 - Venezia, † 1842)
- Bartolomeo Manopola, architetto italiano (Venezia - Venezia)
- Bartolomeo Picchiatti, architetto e ingegnere italiano (Ferrara, n. 1571 - Napoli, † 1643)
- Bartolomeo Provaglia, architetto italiano (Bologna, n. 1608 - Bologna, † 1672)
- Mimmo Scavia, architetto, scenografo e costumista italiano (Alessandria, n. 1938)

## Archivisti(1)
- Bartolomeo Sambrunico, archivista italiano (Milano, † 1818)

## Arcivescovi cattolici(9)
- Bartolomeo Averoldi, arcivescovo cattolico italiano (Brescia - Verona, † 1503)
- Bartolomeo della Capra, arcivescovo cattolico italiano (Cremona - Basilea, † 1433)
- Bartolomeo Fernandes, arcivescovo cattolico portoghese (Lisbona, n. 1514 - Viana do Castelo, † 1590)
- Bartolomeo Flores, arcivescovo cattolico italiano (Roma, † 1498)
- Bartolomeo Giugni, arcivescovo cattolico italiano († 1577)
- Bartolomeo Gradenigo, arcivescovo cattolico italiano (Venezia - Motta di Livenza, † 1765)
- Bartolomeo Papazzurri, arcivescovo cattolico italiano (Padova, † 1365)
- Bartolomeo Pignatelli, arcivescovo cattolico italiano (Brindisi)
- Bartolomeo Zabarella, arcivescovo cattolico italiano (Padova, n. 1399 - Radicofani, † 1445)

## Arcivescovi ortodossi(1)
- Bartolomeo di Costantinopoli, arcivescovo ortodosso greco (Imbro, n. 1940)

## Artigiani(1)
- Bartolomeo Beretta, artigiano italiano (Gardone Val Trompia, n. 1490 - † 1565)

## Assassini seriali(1)
- Bartolomeo Gagliano, assassino seriale italiano (Nicosia, n. 1958 - Sanremo, † 2015)

## Astrologi(1)
- Bartolomeo della Rocca, astrologo italiano (Bologna, n. 1467 - Bologna, † 1504)

## Attori(1)
- Bartolomeo Pagano, attore italiano (Genova, n. 1878 - Genova, † 1947)

## Attori teatrali(1)
- Bartolomeo Andrea Camerani, attore teatrale italiano (Ferrara, n. 1735 - Parigi, † 1816)

## Aviatori(2)
- Bartolomeo Arrigoni, aviatore e militare italiano (Cavernago, n. 1890 - Aldeno, † 1918)
- Bartolomeo Cattaneo, aviatore italiano (Grosio, n. 1883 - San Paolo, † 1949)

## Avvocati(2)
- Bortolo Foratti, avvocato, imprenditore e politico italiano (Montagnana, n. 1845 - Montagnana, † 1911)
- Bartolomeo Gianolio, avvocato e politico italiano (Bra, n. 1837 - Torino, † 1903)

## Botanici(1)
- Bartolomeo Ambrosini, botanico, medico e naturalista italiano (Bologna, n. 1588 - Bologna, † 1657)

## Briganti(1)
- Bartolomeo Vallante, brigante italiano (Monte San Giovanni Campano - Roma, † 1581)

## Calciatori(4)
- Bartolomeo Di Michele, ex calciatore italiano (Pescara, n. 1957)
- Bartolomeo Poggi, calciatore italiano (Genova, n. 1901 - Genova)
- Bartolomeo Ravasio, calciatore italiano
- Bartolomeo Tarantino, calciatore italiano (Palermo, n. 1937 - Palermo, † 2012)

## Cantanti(1)
- Bartolomeo de Mutiis, cantante e compositore italiano († 1623)

## Cardinali(14)
- Bartolomeo d'Avanzo, cardinale e vescovo cattolico italiano (Avella, n. 1811 - Avella, † 1884)
- Bartolomeo Bacilieri, cardinale e vescovo cattolico italiano (Breonio, n. 1842 - Verona, † 1923)
- Bartolomeo da Cogorno, cardinale italiano (Cogorno - Genova, † 1386)
- Bartolomeo Cesi, cardinale e arcivescovo cattolico italiano (Roma, n. 1566 - Tivoli, † 1621)
- Bartolomeo Ferratini, cardinale italiano (Amelia, n. 1534 - Roma, † 1606)
- Bartolomeo Guidiccioni, cardinale e vescovo cattolico italiano (Lucca, n. 1470 - Roma, † 1549)
- Bartolomeo Massei, cardinale e arcivescovo cattolico italiano (Montepulciano, n. 1663 - Ancona, † 1745)
- Bartolomeo Mezzavacca, cardinale e vescovo cattolico italiano (Bologna - Roma, † 1396)
- Bartolomeo Pacca, cardinale italiano (Benevento, n. 1756 - Roma, † 1844)
- Bartolomeo Pacca il Giovane, cardinale italiano (Benevento, n. 1817 - Grottaferrata, † 1880)
- Bartolomeo Roverella, cardinale italiano (Rovigo, n. 1406 - Roma, † 1476)
- Bartolomeo Ruspoli, cardinale italiano (Roma, n. 1697 - Vignanello, † 1741)
- Bartolomeo Uliari, cardinale e vescovo cattolico italiano (Padova - Gaeta, † 1396)
- Bartolomeo Vitelleschi, cardinale italiano (Corneto - Modone, † 1463)

## Cembalari(1)
- Bartolomeo Cristofori, cembalaro, organaro e liutaio italiano (Padova, n. 1655 - Firenze, † 1732)

## Ceramisti(1)
- Bartolomeo Terchi, ceramista italiano (Roma, n. 1691 - Viterbo, † 1766)

## Chimici(2)
- Bartolomeo Biasoletto, chimico, botanico e naturalista italiano (Dignano d'Istria, n. 1793 - Trieste, † 1859)
- Bartolomeo Bizio, chimico italiano (Longare, n. 1791 - Venezia, † 1862)

## Chirurghi(1)
- Bartolomeo Signoroni, chirurgo italiano (Adro, n. 1797 - Padova, † 1844)

## Ciclisti su strada(2)
- Bartolomeo Aymo, ciclista su strada italiano (Virle Piemonte, n. 1889 - Torino, † 1970)
- Bartolomeo Balbiani, ciclista su strada italiano (Lecco)

## Collezionisti d'arte(1)
- Bartolomeo della Nave, collezionista d'arte italiano (Venezia - Venezia, † 1636)

## Compositori(11)
- Bartolomeo Albrici, compositore e musicista italiano (Roma, n. 1634)
- Bartolomeo Bernardi, compositore e violinista italiano (Bologna, n. 1660 - Copenaghen, † 1732)
- Bartolomeo da Bologna, compositore italiano
- Bartolomeo Bortolazzi, compositore e mandolinista italiano (Toscolano, n. 1772 - Paraíba do Sul)
- Bartolomeo Carteri, compositore italiano (Verona - Verona, † 1614)
- Bartolomeo Cordans, compositore italiano (Venezia, n. 1698 - Udine, † 1757)
- Bartolomeo Càrceres, compositore spagnolo
- Bartolomeo Felici, compositore e organista italiano (Firenze, n. 1695 - Firenze, † 1776)
- Bartolomeo Franzosini, compositore e architetto italiano (Intra, n. 1768 - Intra, † 1853)
- Bartolomeo Girolamo Laurenti, compositore e violinista italiano (Bologna, n. 1644 - Bologna, † 1726)
- Bartolomeo Tromboncino, compositore e musicista italiano (Verona - Venezia)

## Condottieri(7)
- Bartolomeo Colleoni, condottiero italiano (Solza, n. 1395 - Malpaga, † 1475)
- Bartolomeo I della Scala, condottiero italiano (n. 1270 - Verona, † 1304)
- Bartolomeo Gonzaga, condottiero e politico italiano (n. 1380 - † 1425)
- Bartolomeo Gonzaga, condottiero italiano
- Bartolomeo Pico, condottiero italiano (n. 1235 - † 1291)
- Bartolomeo Pico detto Zappino, condottiero italiano
- Bartolomeo d'Alviano, condottiero e politico italiano (Todi, n. 1455 - Ghedi, † 1515)

## Cuochi(2)
- Bartolomeo Scappi, cuoco italiano (Dumenza, n. 1500 - Roma, † 1577)
- Bartolomeo Stefani, cuoco italiano (Bologna)

## Diplomatici(3)
- Bartolomeo Brutti, diplomatico italiano (Albania Veneta - Moldavia, † 1591)
- Bartolomeo Caracciolo, diplomatico e scrittore italiano (Napoli - Napoli, † 1362)
- Bartolomeo Senarega, diplomatico e storico italiano (Genova, n. 1444 - † 1514)

## Dogi(1)
- Bartolomeo Gradenigo, doge (Venezia, n. 1263 - Venezia, † 1342)

## Economisti(1)
- Bartolomeo Ferrari, economista italiano

## Editori(1)
- Bartolomeo Valdezocco, editore e giurista italiano (Padova, n. 1446)

## Filosofi(1)
- Bartolomeo Zamberti, filosofo e scrittore italiano (Venezia, n. 1473 - Venezia, † 1539)

## Fisici(2)
- Bartolomeo Gandolfi, fisico, chimico e naturalista italiano (Torria, n. 1753 - Roma, † 1824)
- Bartolomeo Maranta, fisico e botanico italiano (Venosa, n. 1500 - Molfetta, † 1571)

## Francescani(3)
- Bartolomeo Anglico, francescano e scrittore inglese († 1272)
- Bartolomeo Montalbano, francescano e compositore italiano (Bologna - Venezia, † 1651)
- Bartolomeo Mastri, francescano, filosofo e teologo italiano (Meldola, n. 1602 - Meldola, † 1673)

## Funzionari(4)
- Bartolomeo Calderara, funzionario italiano (Milano, n. 1747 - † 1806)
- Bartolomeo Casalis, prefetto, avvocato e politico italiano (Carmagnola, n. 1825 - Torino, † 1903)
- Bartolomeo Celsi, funzionario e militare italiano (Traù, n. 1534 - Zara, † 1570)
- Bartolomeo Comino, funzionario e diplomatico italiano (Venezia, n. 1550 - Venezia, † 1627)

## Geografi(1)
- Bartolomeo Malfatti, geografo, storico e etnografo italiano (Mori, n. 1828 - Firenze, † 1892)

## Geologi(1)
- Bartolomeo Gastaldi, geologo italiano (Torino, n. 1818 - Torino, † 1879)

## Gesuiti(1)
- Bartolomeo Sorge, gesuita, teologo e politologo italiano (Rio Marina, n. 1929 - Gallarate, † 2020)

## Giornalisti(1)
- Nino Miglierina, giornalista, conduttore radiofonico e partigiano italiano (Brebbia, n. 1911 - Brebbia, † 1989)

## Giuristi(14)
- Bartolomeo Barattieri, giurista e diplomatico italiano (Piacenza, n. 1380 - † 1450)
- Bartolomeo da Saliceto, giurista italiano (Bologna - Bologna, † 1411)
- Bartolomeo da Novara, giurista italiano (Novara)
- Bartolomeo Bellencini, giurista italiano (Modena, n. 1428 - Roma, † 1478)
- Bartolomeo Bertazzoli, giurista, avvocato e politico italiano (Finale Emilia, n. 1520 - Ferrara, † 1588)
- Bartolomeo Camerario, giurista italiano (Benevento, n. 1497 - Roma, † 1564)
- Bartolomeo Capodivacca, giurista e politico italiano (Padova - † 1397)
- Bartolomeo Cipolla, giurista e diplomatico italiano (Verona, n. 1420 - Padova, † 1475)
- Bartolomeo Concini, giurista italiano (Terranuova Bracciolini, n. 1507 - † 1578)
- Bartolomeo Dusi, giurista italiano (Cologna Veneta, n. 1866 - Torino, † 1923)
- Bartolomeo Fumo, giurista italiano († 1545)
- Bartolomeo Romano, giurista italiano (Palermo, n. 1964)
- Bartolomeo Socini, giurista italiano (Siena, n. 1436 - Siena, † 1507)
- Bartolomeo Veratti, giurista, giornalista e filologo italiano (Modena, n. 1809 - Modena, † 1889)

## Illusionisti(1)
- Bartolomeo Bosco, illusionista italiano (Torino, n. 1793 - Dresda, † 1863)

## Imprenditori(3)
- Bartolomeo De Toma, imprenditore italiano (Milano)
- Bartolomeo D'Albertis, imprenditore italiano (Voltri, n. 1840 - † 1937)
- Bartolomeo Riva, imprenditore e medico italiano (Castel Goffredo, n. 1804 - Castel Goffredo, † 1865)

## Impresari teatrali(1)
- Bartolomeo Merelli, impresario teatrale e librettista italiano (Bergamo, n. 1794 - Milano, † 1879)

## Incisori(3)
- Bartolomeo Coriolano, incisore italiano (Bologna - † 1676)
- Bartolomeo Melioli, incisore e orafo italiano (Mantova, n. 1448 - Mantova, † 1514)
- Bartolomeo Pinelli, incisore, pittore e ceramista italiano (Roma, n. 1781 - Roma, † 1835)

## Ingegneri(4)
- Bartolomeo Cabella, ingegnere e dirigente d'azienda italiano (Milano, n. 1847 - Milano, † 1907)
- Bartolomeo Chiozzi, ingegnere italiano (Mantova, n. 1671 - Ferrara, † 1741)
- Bartolomeo Gallo, ingegnere italiano (Torino, n. 1897 - Torino, † 1970)
- Bartolomeo Vecchione, ingegnere e architetto italiano

## Intagliatori(2)
- Bartolomeo Atticiati, intagliatore italiano (Firenze)
- Bartolomeo Ortari, intagliatore italiano (Caporetto, n. 1647 - Caporetto, † 1725)

## Inventori(1)
- Bartolomeo Gilardoni, inventore italiano (Cortina d'Ampezzo, n. 1729 - Vienna, † 1799)

## Letterati(3)
- Bartolomeo Burchelati, letterato e storico italiano (Treviso, n. 1548 - † 1632)
- Bartolomeo Gottifredi, letterato italiano (Piacenza)
- Bartolomeo Pascali, letterato italiano (Dronero - Saluzzo)

## Librettisti(1)
- Bartolomeo Vitturi, librettista italiano

## Liutai(1)
- Giuseppe Guarneri del Gesù, liutaio italiano (Cremona, n. 1698 - Cremona, † 1744)

## Magistrati(1)
- Bartolomeo Sculteto, giudice, matematico e astronomo tedesco (Görlitz, n. 1540 - Görlitz, † 1614)

## Matematici(4)
- Bartolomeo Borghi, matematico e geografo italiano (Monte del Lago, n. 1750 - Firenze, † 1821)
- Bartolomeo Manfredi, matematico e astronomo italiano (Mantova - Mantova, † 1478)
- Bartolomeo Pollastri, matematico e astronomo italiano
- Bartolomeo Sovero, matematico svizzero (Corbières, n. 1576 - Padova, † 1629)

## Medici(7)
- Bartolomeo Arnigio, medico e poeta italiano (Brescia, n. 1523 - Brescia, † 1577)
- Bartolomeo Corte, medico italiano (Milano, n. 1666 - Milano, † 1738)
- Bartolomeo Gosio, medico, microbiologo e biochimico italiano (Magliano Alfieri, n. 1863 - Roma, † 1944)
- Bartolomeo Gozadori, medico italiano (Mantova, n. 1360 - Padova, † 1405)
- Bartolomeo Maggi, medico e anatomista italiano (Bologna, n. 1477 - Bologna, † 1552)
- Bartolomeo Ruspini, medico italiano (Zogno, n. 1728 - Londra, † 1813)
- Bartolomeo da Varignana, medico e anatomista italiano (Varignana)

## Mercanti(2)
- Bartolomeo Campomenoso, mercante e presbitero fiammingo (Anversa, n. 1597 - Aartselaar, † 1670)
- Bartolomeo Rota, mercante e nobile italiano (Cremona, n. 1668 - Napoli, † 1751)

## Militari(5)
- Giuseppe Amico di Castell'Alfero, militare italiano (Torino, n. 1673 - Torino, † 1751)
- Bartolomeo Bezzi Castellini, militare e patriota italiano (Forlì, n. 1820 - Ravenna, † 1898)
- Bartolomeo Fronteddu, militare italiano (Orani, n. 1890 - Padova, † 1944)
- Bartolomeo Sereno, militare, storico e religioso italiano (Montecassino)
- Bartolomeo Tomasino, militare e aviatore italiano (Palermo, n. 1912 - La Galite, † 1941)

## Miniatori(1)
- Bartolomeo del Tintore, miniatore italiano

## Missionari(1)
- Bartolomeo da Bologna, missionario e vescovo cattolico italiano (Bologna - † 1333)

## Monaci cristiani(3)
- Bartolomeo il Giovane, monaco cristiano italiano (Rossano, n. 981 - Grottaferrata, † 1055)
- Bartolomeo di Simeri, monaco cristiano e presbitero italiano (Simeri - Rossano, † 1130)
- Bartolomeo Fanti, monaco cristiano italiano (Mantova - Mantova, † 1495)

## Navigatori(3)
- Bartolomeo Colombo, navigatore italiano (Genova, n. 1460 - Santo Domingo, † 1514)
- Bartolomeo Diaz, navigatore portoghese (Algarve, n. 1450 - Capo di Buona Speranza, † 1500)
- Bartolomeo Perestrello, navigatore e esploratore portoghese († 1457)

## Nobili(13)
- Bartolomeo di Roye, nobile francese († 1237)
- Bartolomeo Contarini, nobile e mercante italiano
- Bartolomeo Corsini, nobile, politico e diplomatico italiano (Firenze, n. 1683 - Napoli, † 1752)
- Bartolomeo II della Scala, nobile italiano (Verona, † 1381)
- Bartolomeo de Luci, nobile normanno († 1200)
- Bartolomeo II Martinengo, nobile italiano (n. 1425 - Brescia, † 1471)
- Bartolomeo III Martinengo, nobile italiano (Brescia, n. 1487 - † 1558)
- Bartolomeo Montaperto, nobile italiano
- Bartolomeo Sessa, nobile italiano (Daverio, n. 1665)
- Bartolomeo Spatafora, nobile italiano (Messina - Messina, † 1566)
- Bartolo Villaroja, nobile, politico e patriota italiano (Crotone, n. 1751 - Crotone, † 1799)
- Bartolomeo d'Aragona, nobile, politico e militare italiano
- Bartolomeo di Capua, nobile e giurista italiano (Capua, n. 1248 - Napoli, † 1328)

## Notai(1)
- Bartolomeo Zuccato, notaio e storico italiano (Treviso, n. 1492 - Treviso, † 1562)

## Numismatici(1)
- Bartolomeo Borghesi, numismatico e epigrafista italiano (Savignano sul Rubicone, n. 1781 - Città di San Marino, † 1860)

## Orafi(2)
- Bartolomeo Campi, orafo, ingegnere militare e architetto italiano (Pesaro - Liegi, † 1573)
- Bartolomeo Spani, orafo, scultore e architetto italiano (Reggio Emilia, n. 1468 - Reggio Emilia, † 1539)

## Organari(1)
- Barthélemy Formentelli, organaro italiano (Courquetaine, n. 1939)

## Orologiai(1)
- Bartolomeo Ferracina, orologiaio e ingegnere italiano (Solagna, n. 1692 - Solagna, † 1777)

## Partigiani(1)
- Bartolomeo Grassa, partigiano italiano (Rivara, n. 1897 - Forno Canavese, † 1943)

## Patriarchi cattolici(1)
- Bartolomeo della Rovere, patriarca cattolico italiano (Savona, n. 1447 - Roma, † 1496)

## Patrioti(2)
- Bartolomeo Galletti, patriota e militare italiano (Roma, n. 1812 - Roma, † 1887)
- Bartolomeo Marchelli, patriota e illusionista italiano (Ovada, n. 1834 - Nervi, † 1903)

## Piloti automobilistici(1)
- Bartolomeo Costantini, pilota automobilistico e aviatore italiano (Vittorio Veneto, n. 1889 - Milano, † 1941)

## Poeti(10)
- Meo Abbracciavacca, poeta italiano († 1313)
- Bartolomeo Asmundo, poeta italiano (Catania)
- Bartolomeo Beverini, poeta e storico italiano (Lucca, n. 1629 - Lucca, † 1686)
- Bartolomeo Bocchini, poeta e attore italiano (Bologna, n. 1604)
- Bartolomeo Corsini, poeta e traduttore italiano (Barberino di Mugello, n. 1606 - Barberino di Mugello, † 1673)
- Bartolomeo Fallamonica Gentile, poeta e filosofo italiano (Genova - Genova)
- Bartolomeo Nappini, poeta e presbitero italiano (Petrizzi, n. 1637 - Roma, † 1717)
- Bartolomeo Sachella, poeta italiano (Milano)
- Bartolomeo Sestini, poeta italiano (Pistoia, n. 1792 - Parigi, † 1822)
- Bartolomeo Tortoletti, poeta e scrittore italiano (Verona, n. 1560 - Roma, † 1648)

## Politici(21)
- Bartolomeo Amidei, politico italiano (Rovigo, n. 1961)
- Bartolomeo III Arese, politico, militare e magistrato italiano (Milano, n. 1590 - Milano, † 1674)
- Bartolomeo Corradi, politico italiano (Gonzaga - Gonzaga)
- Bartolomeo Bolla, politico italiano (Stella, n. 1896 - Roma, † 1979)
- Bartolomeo Bona, politico italiano (Nizza Monferrato, n. 1793 - Firenze, † 1876)
- Bartolomeo Borelli, politico italiano (Pieve di Teco, n. 1829 - Borghetto Santo Spirito, † 1905)
- Bartolomeo Calco, politico e mecenate italiano (Milano, n. 1434 - Milano, † 1508)
- Bartolomeo Campana di Sarano, politico italiano (Venezia, n. 1807 - Venezia, † 1887)
- Bartolomeo Campora, politico italiano (Valenza, n. 1800 - Valenza, † 1872)
- Bartolomeo Cannizzo, politico italiano (Giarratana, n. 1905 - † 1967)
- Bartolomeo Cappello, politico italiano (Venezia, n. 1519 - † 1594)
- Bartolo Ciccardini, politico e giornalista italiano (Cerreto d'Esi, n. 1928 - Roma, † 2014)
- Bartolomeo Cini, politico e imprenditore italiano (San Marcello Pistoiese, n. 1809 - Firenze, † 1877)
- Bartolomeo Fenaroli Avogadro, politico italiano (Rudiano, n. 1796 - Brescia, † 1869)
- Bartolomeo dei Folcacchieri, politico italiano (Siena - † 1300)
- Bartolomeo Giachino, politico italiano (Canale, n. 1945)
- Bartolomeo Leotardi, politico italiano (Nizza, n. 1790 - Villars, † 1870)
- Bartolomeo Muzzone, politico italiano (n. 1808 - † 1876)
- Bartolo Pellegrino, politico italiano (Trapani, n. 1934 - Trapani, † 2019)
- Bartolomeo Pepe, politico italiano (Napoli, n. 1962 - Napoli, † 2021)
- Baccio Valori, politico e condottiero italiano (Firenze, n. 1477 - Firenze, † 1537)

## Predicatori(1)
- Brandano, predicatore italiano (Petroio, n. 1488 - Siena, † 1554)

## Presbiteri(8)
- Bartolomeo Placido di Recanati, presbitero italiano (Fermo - Recanati, † 1473)
- Bartolomeo Maria Dal Monte, presbitero italiano (Bologna, n. 1726 - Bologna, † 1778)
- Bartolomeo Ferrari, presbitero italiano (Genova Sestri, n. 1911 - Genova, † 2007)
- Bartolomeo Grazioli, presbitero e patriota italiano (Fontanella Grazioli, n. 1804 - Belfiore, † 1853)
- Bartolomeo Pareto, presbitero e cartografo italiano
- Bartolomeo Pucci-Franceschi, presbitero italiano (Montepulciano - Montepulciano, † 1330)
- Bartolomeo Venturini, presbitero, educatore e patriota italiano (Magasa, n. 1822 - Magasa, † 1895)
- Bartolomeo Zucchi, presbitero, storico e letterato italiano (Monza, n. 1570 - Monza, † 1630)

## Progettisti(1)
- Bartolomeo Aloia, progettista italiano (Bologna, n. 1939)

## Religiosi(11)
- Bartolomeo Aiutamicristo da Pisa, religioso italiano (Pisa - Pisa, † 1224)
- Bartolomeo da Rinonico, religioso italiano (Pisa - Pisa, † 1401)
- Bartolomeo Agricola, religioso italiano (Amberg, n. 1560 - Napoli, † 1621)
- Bartolomeo de' Cordoni da Città di Castello, religioso italiano (Città di Castello - Tunisi, † 1535)
- Bartolomeo da Urbino, religioso, vescovo cattolico e letterato italiano (Urbino, n. 1286 - Urbino, † 1350)
- Bartolomeo Bononi, religioso italiano (Pistoia - Firenze, † 1335)
- Bartolomeo Cerveri, religioso italiano (Savigliano, n. 1420 - Cervere, † 1466)
- Bartolomeo Coghetto, religioso, pittore e musicista italiano (Treviso, n. 1707 - Treviso, † 1793)
- Bartolomeo Scala, religioso e storico italiano (Siena, n. 1571 - † 1652)
- Bartolomeo Serafini, religioso italiano (Ravenna - Certosa di Pavia, † 1413)
- Bartolomeo da Trento, religioso italiano (Novacella - Trento)

## Santi(1)
- Bartolomeo, santo (Cana)

## Scienziati(2)
- Camillo Golgi, scienziato e medico italiano (Córteno, n. 1843 - Pavia, † 1926)
- Bartolomeo da Bisenti, scienziato e medico italiano (Bisenti)

## Scrittori(6)
- Bartolomeo di Iacovo da Valmontone, scrittore italiano († 1357)
- Bartolomeo da San Concordio, scrittore e aforista italiano (San Concordio, n. 1262 - † 1347)
- Bartolomeo Benincasa, scrittore e librettista italiano (Modena, n. 1746 - Milano, † 1816)
- Baccio Maineri, scrittore, giornalista e bibliotecario italiano (Toirano, n. 1831 - Roma, † 1899)
- Bartolomeo Masi, scrittore italiano (Firenze, n. 1480 - Firenze, † 1530)
- Bartolomeo Ravenna, scrittore e storico italiano (Gallipoli, n. 1761 - Gallipoli, † 1837)

## Scultori(18)
- Bartolomeo Ammannati, scultore e architetto italiano (Settignano, n. 1511 - Firenze, † 1592)
- Bartolomeo da San Vito, scultore italiano (San Vito al Tagliamento - Udine, † 1511)
- Bartolomeo Bellano, scultore e medaglista italiano (Padova)
- Bartolomeo Berrettaro, scultore italiano (Toscana - Alcamo, † 1524)
- Bartolomeo Bono, scultore e architetto italiano (Venezia)
- Bartolomeo Carrea, scultore italiano (Gavi, n. 1764 - Genova, † 1839)
- Bartolomeo Cavaceppi, scultore italiano (Roma - † 1799)
- Bartolomeo Ghetti, scultore italiano (Carrara - Napoli)
- Bartolomeo Giolfino, scultore italiano (Verona - Verona, † 1486)
- Bartolomeo Manni, scultore svizzero (Rovio, n. 1647 - Rovio, † 1709)
- Bartolomeo Mazzuoli, scultore italiano (Siena, n. 1674 - Siena, † 1749)
- Bartolomeo Pincellotti, scultore italiano (Carrara, n. 1707 - Roma, † 1740)
- Bartolomeo Ridolfi, scultore italiano (Nogarole Rocca)
- Bartolomeo Sanseverino, scultore e stuccatore italiano (Palermo - Palermo)
- Bartolomeo Sermini, scultore e stuccatore svizzero (Vezio - Madrid, † 1766)
- Bartolomeo Bergamasco, scultore italiano († 1528)
- Bartolomeo Tiberino, scultore italiano
- Bartolomeo de Polli, scultore e intarsiatore italiano (Modena)

## Storici(3)
- Bartolomeo Cecchetti, storico e archivista italiano (Venezia, n. 1838 - Roma, † 1889)
- Bartolomeo Dal Pozzo, storico italiano (Verona, n. 1637 - Verona, † 1722)
- Bartolomeo Facio, storico, scrittore e umanista italiano (La Spezia - Napoli, † 1457)

## Stuccatori(1)
- Bartolomeo Bernasconi, stuccatore svizzero (Lugano - Genova, † 1835)

## Teologi(5)
- Bartolomeo da Bologna, teologo italiano
- Bartolomeo Gavanti, teologo italiano (Milano, n. 1569 - Milano, † 1638)
- Bartolomeo Malizia, teologo italiano (Napoli - Napoli, † 1822)
- Tolomeo da Lucca, teologo e vescovo cattolico italiano (Lucca, n. 1236 - Torcello, † 1327)
- Bartolomeo da Brescia, teologo e giurista italiano (Brescia - Brescia, † 1258)

## Tipografi(1)
- Bartolomeo Zani, tipografo e incisore italiano (Portese)

## Traduttori(2)
- Bartolomeo da Messina, traduttore italiano (Messina)
- Bartolomeo Dionigi, traduttore e religioso italiano (Fano, n. 1544 - Fano, † 1613)

## Trovatori(1)
- Bartolomeo Zorzi, trovatore e poeta italiano (Venezia - † 1300)

## Umanisti(5)
- Bartolomeo Aragazzi, umanista italiano (Montepulciano - † 1429)
- Bartolomeo Paganelli, umanista italiano (Prignano sulla Secchia - Modena, † 1493)
- Bartolomeo Panciatichi, umanista e politico italiano (Francia, n. 1507 - Firenze, † 1582)
- Bartolomeo Sacchi, umanista e gastronomo italiano (Piadena, n. 1421 - Roma, † 1481)
- Bartolomeo della Fonte, umanista italiano (Firenze, n. 1446 - Montemurlo, † 1513)

## Vescovi cattolici(24)
- Bartolomeo da Breganze, vescovo cattolico italiano (Vicenza - Vicenza, † 1270)
- Bartolomeo, vescovo cattolico italiano (Torino, † 1364)
- Bartolomeo di Giura, vescovo cattolico francese (Grandson - Abbazia di Foigny, † 1158)
- Bartolomeo da Amelia, vescovo cattolico italiano († 1291)
- Bartolomeo Bozanich, vescovo cattolico dalmata (Verbenico, n. 1789 - Veglia, † 1854)
- Bartolomeo Caccia, vescovo cattolico italiano (Milano)
- Bartolomeo Conti, vescovo cattolico italiano (Manoppello - Vienne, † 1312)
- Bartolomeo Ferrero, vescovo cattolico italiano (Mondovì, n. 1550 - Aosta, † 1607)
- Bartolomeo Gera, vescovo cattolico italiano (Candide, n. 1602 - Feltre, † 1681)
- Bartolomeo Gradenigo, vescovo cattolico italiano (Venezia, n. 1636 - Brescia, † 1698)
- Bartolomeo Lagumina, vescovo cattolico, arabista e orientalista italiano (Palermo, n. 1850 - Agrigento, † 1931)
- Bartolomeo Legat, vescovo cattolico sloveno (Naklo, n. 1807 - Trieste, † 1875)
- Bartolomeo Malatesti, vescovo cattolico italiano (Rimini, † 1448)
- Bartolomeo Malipiero, vescovo cattolico italiano (Padova - Brescia, † 1464)
- Bartolomeo Menatti, vescovo cattolico italiano (Domaso, n. 1621 - Roma, † 1702)
- Bartolomeo Olivieri, vescovo cattolico italiano (Cutro, n. 1642 - Umbriatico, † 1708)
- Bartolomeo Pucci, vescovo cattolico italiano (Montepulciano, n. 1673 - Pescia, † 1737)
- Bartolomeo I Querini, vescovo cattolico italiano (Venezia - † 1291)
- Bartolomeo II Querini, vescovo cattolico italiano (Venezia - Trento, † 1307)
- Bartolomeo Raimondi, vescovo cattolico italiano († 1406)
- Bartolomeo Sinibuldi, vescovo cattolico italiano (Pistoia - Foligno, † 1326)
- Bartolomeo Visconti, vescovo cattolico italiano (San Giorgio di Lomellina, n. 1402 - Novara, † 1457)
- Bartolomeo II della Scala, vescovo cattolico italiano (Verona - Verona, † 1338)
- Bartolomeo I della Scala, vescovo cattolico italiano (Verona, † 1290)

## Violinisti(1)
- Bartolomeo Campagnoli, violinista e compositore italiano (Cento, n. 1751 - Neustrelitz, † 1827)

## Senza attività specificata(6)
- Bartolomeo Bartocci, italiano (Città di Castello, n. 1535 - Roma, † 1569)
- Bartolomeo di Neocastro, italiano (Messina - † 1294)
- Bartolomeo Carafa, italiano (Napoli - † 1405)
- Bartolomeo di San Severino della Marca, cavaliere medievale e condottiero italiano (San Severino Marche - † 1390)
- Bartolomeo Sanvito, calligrafo e miniatore italiano (Padova - Padova, † 1511)
- Bartolomeo Zaccaria, marchese italiano († 1334)